# Federazione di hockey su ghiaccio della Repubblica Ceca
La Federazione ceca di hockey su ghiaccio (in ceco Český svaz ledního hokeje, ČSLH) è un'organizzazione fondata nel 1908 per governare la pratica dell'hockey su ghiaccio in Repubblica Ceca.
Ha aderito all'International Ice Hockey Federation il 15 novembre 1908.